# Tmarus verrucosus
Tmarus verrucosus är en spindelart som beskrevs av Cândido Firmino de Mello-Leitão 1948. 
Tmarus verrucosus ingår i släktet Tmarus och familjen krabbspindlar. Artens utbredningsområde är Guyana. Inga underarter finns listade i Catalogue of Life.